# Baingoin
Baingoin, Bangoin lub Ban`ge (tyb. དཔལ་མགོན་རྫོང་, Wylie: dpal mgon rdzong, ZWPY: Baingoin Zong; chiń. upr. 班戈县; pinyin Bāngé Xiàn) – powiat w centralnej części Tybetańskiego Regionu Autonomicznego, w prefekturze Nagqu. W 1999 roku powiat liczył 31 797 mieszkańców.